# Topomyia tenuis
Topomyia tenuis är en tvåvingeart som beskrevs av Edwards 1922. Topomyia tenuis ingår i släktet Topomyia och familjen stickmyggor. Inga underarter finns listade i Catalogue of Life.